# ديريك مالكوم
ديريك مالكوم (بالإنجليزية: Derek Malcolm)‏ هو ناقد سينمائي وصحفي بريطاني، ولد في 12 مايو 1932.

## وصلات خارجية
- ديريك مالكوم على موقع IMDb (الإنجليزية)
- ديريك مالكوم على موقع روتن توميتوز (الإنجليزية)
- ديريك مالكوم على موقع روتن توميتوز (الإنجليزية)